# Desmopressina
La desmopressina és un medicament que s'utilitza per tractar la diabetis insípida, l'enuresi nocturna, l'hemofília A, la malaltia de von Willebrand i els nivells elevats d'urea en sang. En l'hemofília A i la malaltia de von Willebrand, només s'ha d'utilitzar en casos lleus a moderats. Es pot donar pel nas, per injecció en una vena, per la boca o sota la llengua.
Els efectes secundaris comuns inclouen mal de cap, diarrea i sodi en sang baix. El baix nivell de sodi en sang que resulta pot causar convulsions. No s'ha d'utilitzar en persones amb problemes renals importants o sodi baix en sang. Sembla que és segur utilitzar-lo durant l'embaràs. És un anàleg sintètic de la vasopressina, l'hormona que té un paper en el control de l'equilibri osmòtic del cos, la regulació de la pressió arterial, la funció renal i la reducció de la producció d'orina.
Està a la llista de medicaments essencials de l'Organització Mundial de la Salut. A l'Estat espanyol està comercialitzat com a EFG, Minurin, Nictur, Ostostim, Wetirin.